# La Traction
| |                     |  |  |  |          |          |
| Fahrplanfeld: | 236 und 237         |  |  |  |          |          |
| Spurweite: | 1000 mm (Meterspur) |  |  |  |          |          |
| Stromsystem: | 1500 V =            |  |  |  |          |          |
| Maximale Neigung: | 50 ‰                |  |  |  |          |          |
| |                     |  |  |  |          |          |
| \| Glovelier \| \| \| \| \| \| \| \| \| \| \| \| \| \| \| \| Combe-Tabeillon \| \| \| \| \| \| \| \| Depot \| Pré-Petitjean \| \| \| \| Tavannes \| Tavannes \| \| Saignelégier \| Saignelégier \| \| \| \| Tramelan \| Tramelan \| \| \| \| \| \| \| \| \| \| Le Noirmont \| \| \| \| \| \| \| \| La Chaux-de-Fonds \| \| \| \| \| \| \| \| La Traction befährt das ganze Schmalspurnetz der CJ. Ohne Zwischenstationen und ohne Anschlussbahnen. \| \| \| \| \| \| \| |                     |  |  |  |          |          |
| Glovelier |                     |  |  |  |          |          |
| |                     |  |  |  |          |          |
| Combe-Tabeillon |                     |  |  |  |          |          |
| Depot | Pré-Petitjean       |  |  |  | Tavannes | Tavannes |
| Saignelégier | Saignelégier        |  |  |  | Tramelan | Tramelan |
| |                     |  |  |  |          |          |
| Le Noirmont |                     |  |  |  |          |          |
| La Chaux-de-Fonds |                     |  |  |  |          |          |
| La Traction befährt das ganze Schmalspurnetz der CJ. Ohne Zwischenstationen und ohne Anschlussbahnen. |                     |  |  |  |          |          |

La Traction unterhält in einem Depot in Pré-Petitjean im Schweizer Kanton Jura historische Eisenbahnfahrzeuge und führt in Zusammenarbeit mit den Chemins de fer du Jura (CJ) seit 1993 auf dem gesamten Schmalspurnetz der CJ öffentliche Fahrten mit Dampftraktion durch.
La Traction besteht aus zwei juristischen Personen: Die Aktiengesellschaft La Traction SA mit Sitz in Delsberg ist Eigentümerin des Depots und der historischen Fahrzeuge. Die Aktivmitglieder des Vereins La Traction SE unterhalten Fahrzeuge und Immobilien und führen den Zugbetrieb und die Verwaltung.

## Geschichte

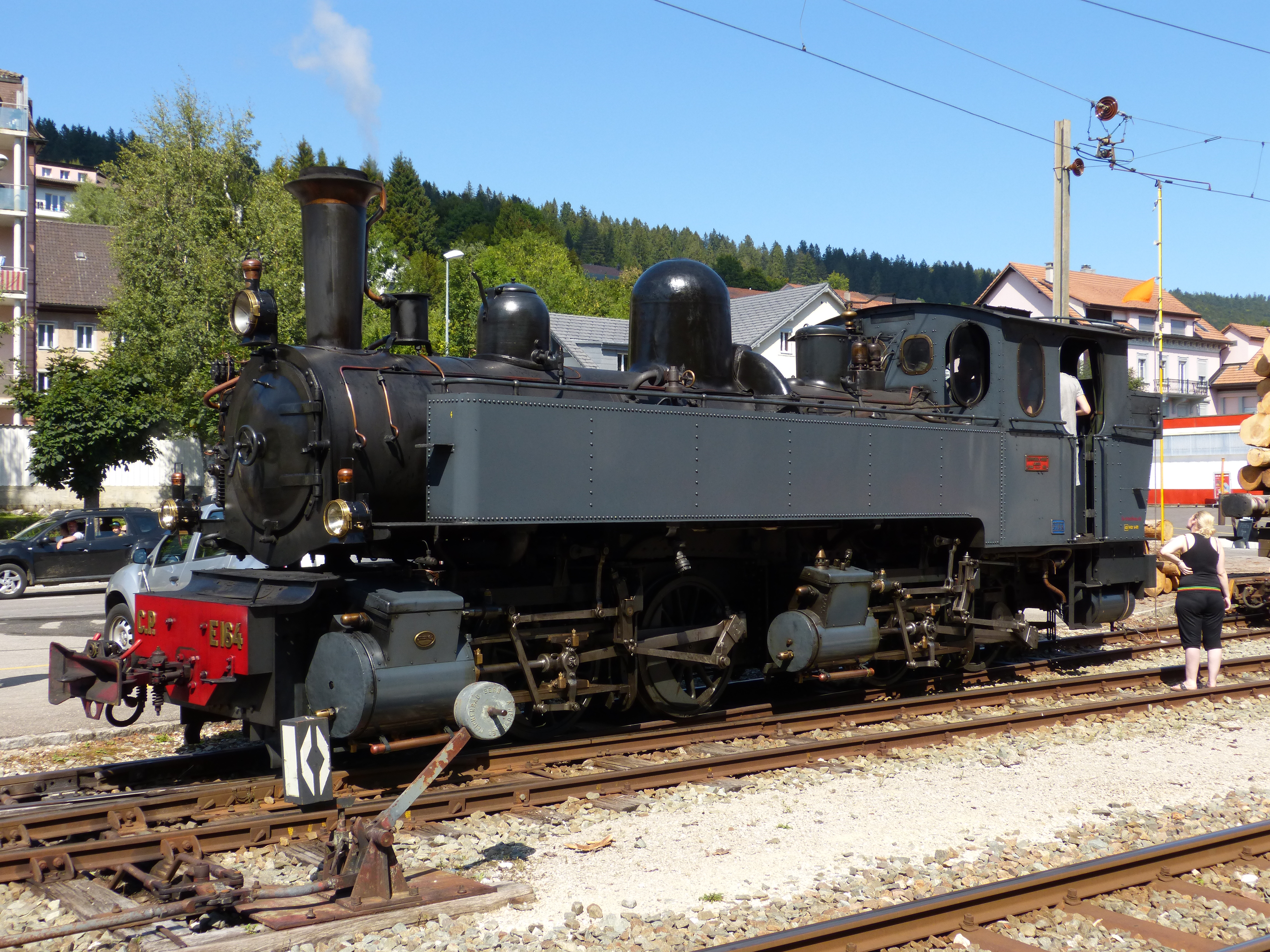
Mallet-Lokomotive G 2x2/2 E164 von La Traction in Tramelan.

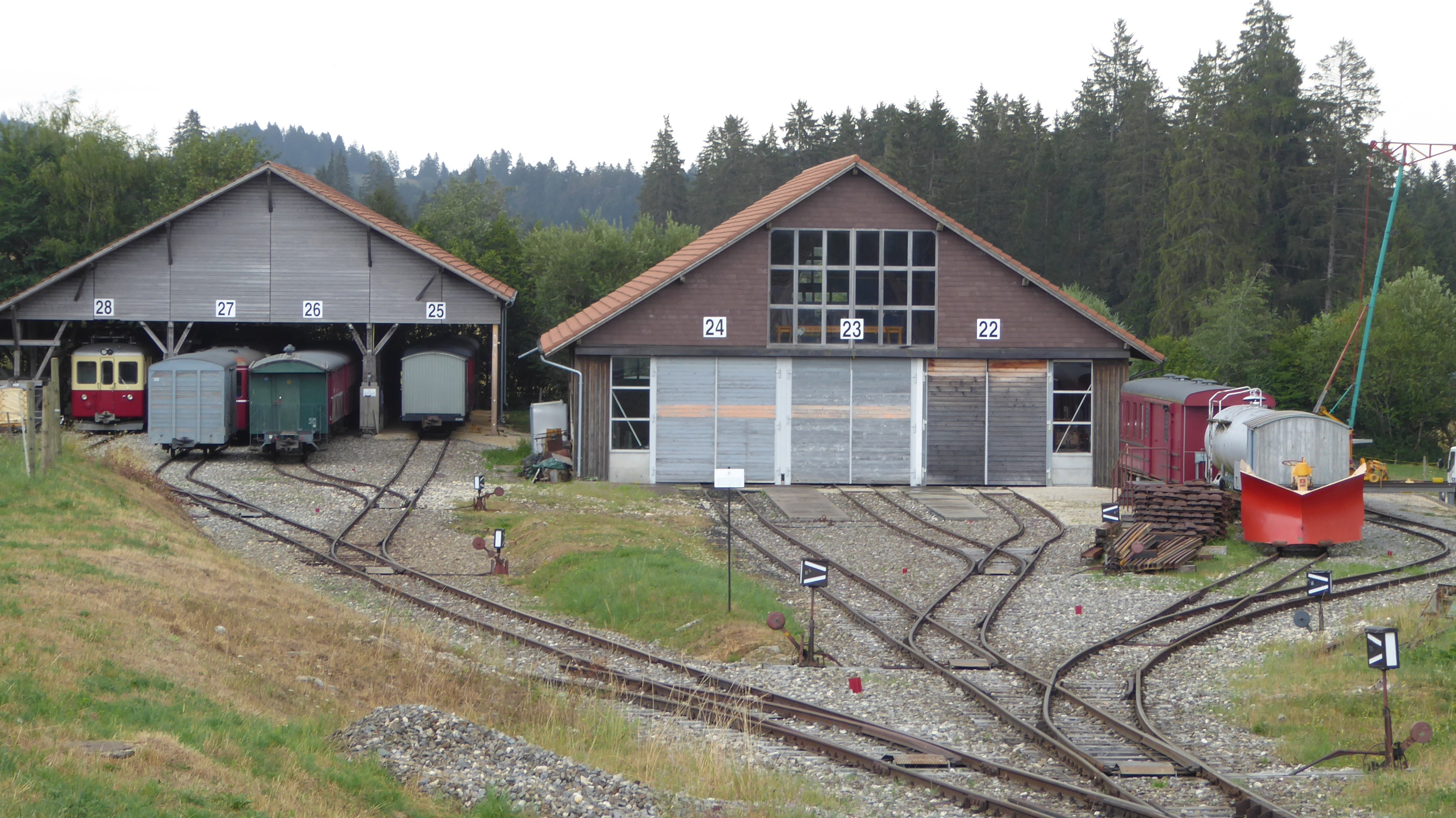
Depot von La Traction in Pré-Petitjean

Nach dem Hundertjahrjubiläum der Eröffnung der Strecke Tavannes–Tramelan im Jahr 1984 entstand der Wunsch, auf den Strecken der CJ wieder Dampfzüge zu führen. Nach den gescheiterten Bemühungen zur Übernahme von Rollmaterial der Ballenberg-Dampfbahn wurde am 4. Juli 1991 La Traction SA gegründet, die mit den portugiesischen Staatsbahnen Comboios de Portugal verhandelte. 1992 wurden in der Region Douro zwei geeignete Mallet-Dampflokomotiven gefunden. Zur gleichen Zeit konnte La Traction bei der Eusko Trenbideak - Ferrocarriles Vascos im spanischen Baskenland eine 1928 gebaute Elektrolokomotive erwerben. Zur Restaurierung der Lokomotiven wurde am 23. April 1993 der Verein Patrimoine ferroviaire jurassien gegründet, der sich 1995 in La Traction SE umbenannte.
Ebenfalls 1992 stand in Pré-Petitjean eine Sägerei mit einer Halle zum Verkauf. Dieses Areal wurde erworben, um darauf eine Depot- und Werkstätteanlage zu erstellen. Der Gleisanschluss zur Halle kam erst 1994 in Betrieb. Bereits im Herbst 1993 konnte nach Rückkehr der E206 aus dem Dampflokwerk Meiningen der Dampfbetrieb beginnen.
Im Sommer 1997 verkehrte im Rahmen der Feierlichkeiten „150 Jahre Schweizer Bahnen“ täglich ein Dampfzug auf der Strecke Glovelier–Saignelégier. In Glovelier bot er direkten Anschluss an einen SBB-Dampfzug aus Delémont. Von 1998 bis 2001 konnte La Traction in Pré-Petitjean zur Unterbringung des umfangreichen Rollmaterials eine viergleisige Holzhalle erbauen.

## Fahrzeuge

### Mallet-Dampflokomotiven E 164 und E 206
|                         | G 2x2/2   | G 2/3+3/3 |
| ----------------------- | --------- | --------- |
| Nummerierung:           | E164      | E206      |
| Achsfolge:              | (B) B     | (1+B) C   |
| Länge über Kupplung:    | 10'850 mm | 12'140 mm |
| Gesamtradstand:         | 5200 mm   | 8270 mm   |
| Dienstmasse:            | 42,5 t    | 60,0 t    |
| Reibungsmasse:          | 42,5 t    | 52,5 t    |
| Höchstgeschwindigkeit:  | 40 km/h   | 40 km/h   |
| Triebraddurchmesser:    | 1100 mm   | 1100 mm   |
| Laufraddurchmesser:     | –         | 780 mm    |
| HD-Zylinderdurchmesser: | 320 mm    | 350 mm    |
| ND-Zylinderdurchmesser: | 480 mm    | 500 mm    |
| Kolbenhub:              | 550 mm    | 550 mm    |
| Kesselüberdruck:        | 14 Atm.   | 14 Atm.   |
| Rostfläche:             | 1,33 m²   | 1,92 m²   |
| Heizfläche Total:       | 82,4 m²   | 125,9 m²  |
| Wasservorrat:           | 4,5 m³    | 4,85 m³   |
| Kohlevorrat:            | 1,5 t     | 2,3 t     |

Die nach dem Prinzip des Genfers Anatole Mallet konstruierten Dampflokomotiven wurden von der Bahngesellschaft Minho e Douro bei Henschel & Sohn in Kassel bestellt, in deren Besitz die Maschinen mit den Nummern 404 und 456 bis 1947 blieben. Nach der Übernahme der Bahngesellschaft Minho e Douro durch die Staatsbahnen erhielten die beiden Lokomotiven die Bezeichnung E164 bzw. E206.

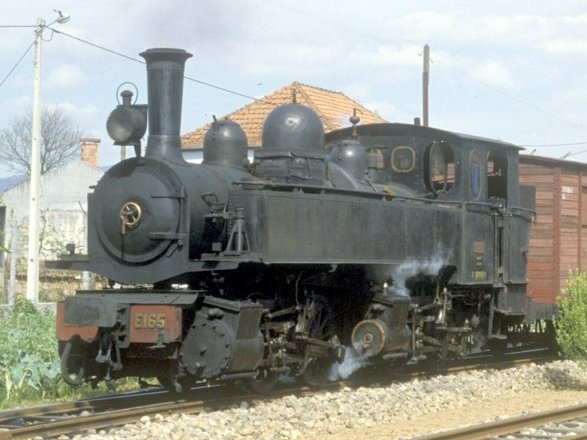
Maschine E165 der Serie E161–E170 vor einem Güterzug in Portugal.

Die Lokomotive E164 mit der Schweizer Bezeichnung G 2x2/2 stammt aus der Serie E160 mit den Maschinen E161 – E170. Die ersten vier Maschinen wurden 1905, die restlichen 1908 geliefert. Die mit 42 Tonnen Dienstgewicht verhältnismässig schweren meterspurigen Mallet-Lokomotiven wurden für die Linha do Corgo bestellt, wo sie auch zum Einsatz kamen. Am Ende ihrer Betriebszeit verkehrten sie im Vorortsverkehr von Porto sowie auf der Linha do Tâmega und der Linha do Tua.

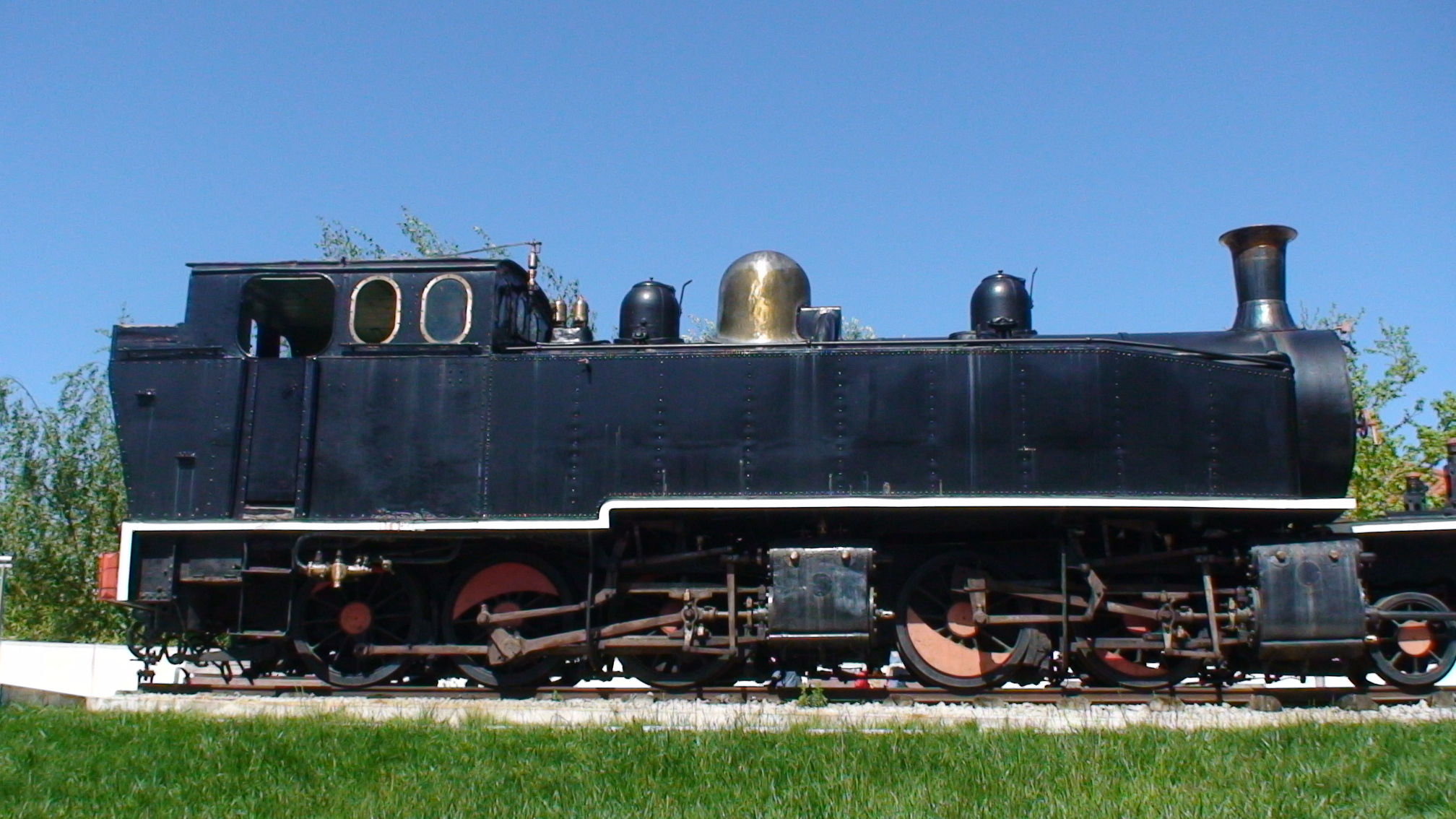
Lok E202 der Serie E201 – E216 als Denkmal beim stillgelegten Bahnhof Vouzela in Portugal.

Die grössere E206 vom Typ G 2/3+3/3 ist aus der Serie E200 (E201 – E216), die 1911 und 1923 für die Bedienung der Bahnlinien nördlich des Douro-Tales gebaut wurde. Die E207 bespannte den Eröffnungszug zwischen Celorico de Basto und Arco de Baúlhe der Linha do Tâmega im Jahr 1949. Obwohl die sehr schweren Mallets mit 60 Tonnen Dienstgewicht als Güterzugslokomotiven konzipiert waren, kamen sie vor allen Zugsgattungen auf den Meterspurlinien nördlich des Douro-Tales und auf dem Vouga-Netz zum Einsatz. Die letzten Jahre in Portugal verbrachten sie im Vorortsverkehr von Porto und auf den beiden Strecken Linha do Corgo und Linha do Sabor.
Für den Einsatz bei La Traction erhielten die beiden Mallet-Lokomotiven einen neuen Kessel, eine Druckluftbremse anstelle der Vakuumbremse und automatische +GF+-Kupplungen. Die E164 konnte erst im Jahre 2000 regelmässig im Jura eingesetzt werden. Ihr Niederdruckfahrwerk stammt von der abgestellten Lokomotive E169.

### Zweikraftlokomotive Gem 4/4 122
|                        | Gem 4/4             |
| ---------------------- | ------------------- |
| Nummerierung:          | 122                 |
| Hersteller:            | SWS, MFO            |
| Baujahr:               | 1916                |
| Achsformel:            | Bo'Bo'              |
| Höchstgeschwindigkeit: | 50 km/h             |
| Länge über Kupplung:   | 14 000 mm           |
| Dienstmasse:           | 38 t                |
| Reibungsmasse:         | 38 t                |
| Stundenleistung:       | 256 kW (360 PS)     |
| Stundenzugkraft:       | 34 kN bei 27,5 km/h |
| Anfahrzugkraft:        | 61 kN               |

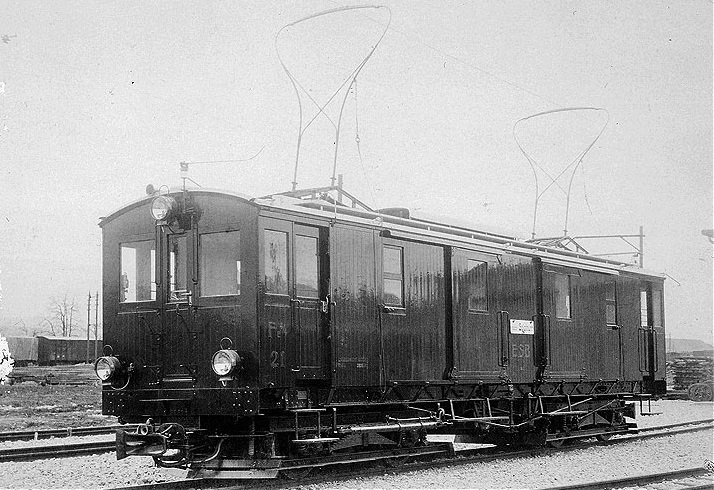
Die Gem 4/4 als fabrikneuer Triebwagen Fe 4/4 21 im Jahr 1916. Das Fahrzeug wurde äusserlich kaum verändert, nur die Lyrabügel wurden durch Scherenstromabnehmer ersetzt.

La Traction konnte 1996 vom Regionalverkehr Bern–Solothurn (RBS) die Zweikraftlokomotive Gem 4/4 122 erwerben. Die damalige Elektrische Schmalspurbahn Solothurn–Bern (ESB) beschaffte 1916 das Fahrzeug als Gepäcktriebwagen Fe 4/4 21 bei der Schweizerischen Wagons- und Aufzügefabrik AG Schlieren-Zürich (SWS) und der Maschinenfabrik Oerlikon (MFO). Der Triebwagen mit Holzkasten erfuhr keine nennenswerten Veränderungen. Lediglich die Lyrabügel wurden 1921 durch Scherenstromabnehmer ersetzt.
1922 kam der Fe 4/4 durch Fusion zur Solothurn-Zollikofen-Bern-Bahn (SZB). 1955 erhielt er die Nummer 33, später wurde er als De 4/4 33 bezeichnet. Seit 1961 trägt er einen oxydroten statt des früheren grünen Anstrichs. 1973 wurde er zur Zweikraftlokomotive Gem 4/4 122 umgebaut, indem im Gepäckabteil ein Deutz-Dieselmotor vom Typ BF 12 M 767 montiert wurde, der einen Generator antreibt.
Bei La Traction konnte die Lokomotive zunächst nur als Diesellokomotive eingesetzt werden. Die für 1200 Volt konzipierte elektrische Ausrüstung musste an die Fahrleitungsspannung der CJ von 1500 Volt angepasst werden. Seit 2008 trägt die Zweikraftlokomotive wieder den ursprünglichen grünen Anstrich. Sie wird vor allem für den Rangierdienst in Pré-Petitjean und für Dienstzüge von La Traction eingesetzt. Seit einigen Jahren führt die Gem 4/4 auch Reisezüge.

### Triebwagen CFe 4/4 601

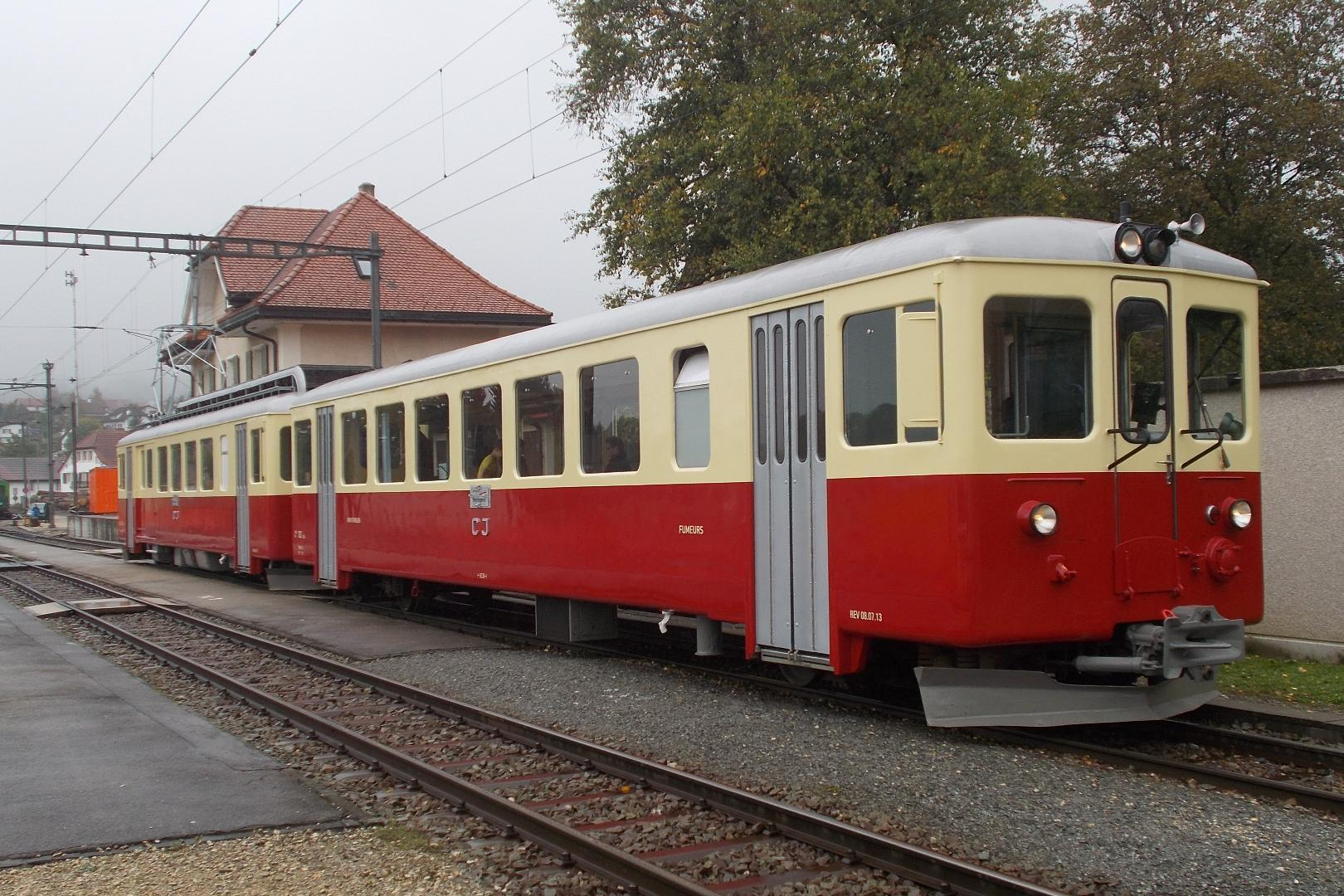
Historischer Triebwagen CFe 4/4 601 mit Steuerwagen Ct4 702.

|                        | CFe 4/4             |
| ---------------------- | ------------------- |
| Nummerierung:          | 601                 |
| Hersteller:            | SIG, Sécheron       |
| Baujahr:               | 1953                |
| Achsformel:            | Bo'Bo'              |
| Höchstgeschwindigkeit: | 70 km/h             |
| Länge über Kupplung:   | 16 760 mm           |
| Dienstmasse:           | 26,5 t              |
| Reibungsmasse:         | 26,5 t              |
| Stundenleistung:       | 324 kW (452 PS)     |
| Stundenzugkraft:       | 32 kN bei 37,5 km/h |
| Anfahrzugkraft:        | 44 kN               |

Der Triebwagen CFe 4/4 und der zugehörige Steuerwagen Ct4 702 gelangten im Jahr 2010 über Umwege zu La Traction. Die beiden Fahrzeuge waren bis 2003 als BDe 4/4 I 601 und Bt 702 bei den CJ im Einsatz. Dann gelangte der Pendelzug zur Berner Oberland-Bahn (BOB), die damit den Mystery Park erschliessen wollte, was jedoch nicht gelang. 2006 kam die Komposition zur Lausanne-Echallens-Bercher-Bahn (LEB).
Die CFe 4/4 601–608 wurden 1953 von der Schweizerischen Industriegesellschaft in Neuhausen am Rheinfall und Sécheron geliefert. Diese Fahrzeuge können mit den Steuerwagen Ct4 701–706 zu Pendelzügen formiert werden oder mit den De 4/4 401–403 in Vielfachsteuerung verkehren. 1971 wurde die Höchstgeschwindigkeit von 60 auf 70 km/h erhöht. Bis 1986 bewältigten die acht Triebwagen praktisch den ganzen Personenverkehr auf dem Schmalspurnetz der CJ.
La Traction restaurierte den Zug, wobei er wieder einen Anstrich in Dunkelrot-Crème wie bei der Ablieferung erhielt. Die Innenausstattung des Triebwagens besteht aus originalgetreu restaurierten Holzbänken. Im Steuerwagen wurde eine moderne Lounge eingerichtet. Die Komposition wird seit 2013 als «Uhrmacherzug» vermarktet.

### Traktor Tm II 10
|                        | Tm II           |
| ---------------------- | --------------- |
| Nummerierung:          | 10              |
| Hersteller:            | RACO und Saurer |
| Baujahr:               | 1956            |
| Achsformel:            | B'              |
| Höchstgeschwindigkeit: | 45 km/h         |
| Länge über Kupplung:   | 4 700 mm        |
| Reibungsmasse:         | mind. 10 t      |
| Dieselmotor:           | Saurer C 615 D  |
| Anzahl Zylinder:       | 6               |
| maximale Drehzahl:     | 1500 pro min    |
| Leistung:              | 70 kW (95 PS)   |

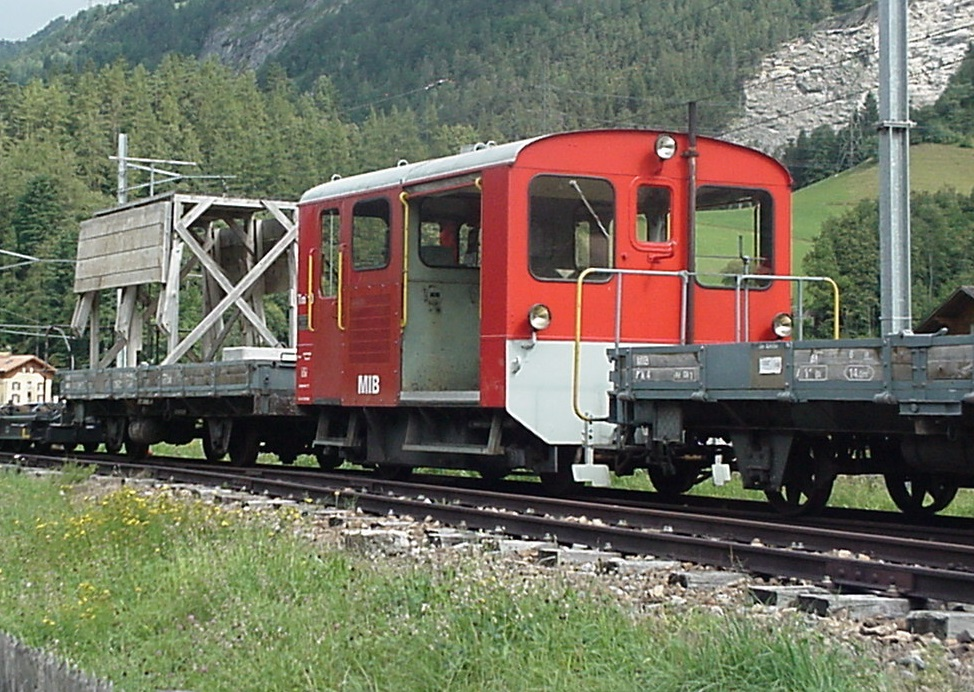
Tm II 10 im Einsatz bei der MIB

Im Jahr 2011 überliess die Meiringen-Innertkirchen-Bahn (MIB) La Traction den Dieseltraktor Tm II 10. Das Fahrzeug gehörte ursprünglich zur Serie normalspuriger Rangiertraktoren Tm II 601–853, die Robert Aebi in Regensdorf (RACO) und Saurer von 1950 bis 1968 an die SBB lieferten. Der grossräumige Führerstand erlaubt die Mitfahrt der Unterhaltsequipen, und eine gedeckte Plattform dient dem Materialtransport. Die Fahrzeuge sind mit einem Saurer-Dieselmotor und einem mechanischen Viergang-Schaltgetriebe ausgerüstet. Die beiden Achsen werden über Ketten angetrieben.
Das 1956 erbaute Fahrzeug Nr. 709 wurde 1987 auf Schmalspur umgebaut, damit es die SBB auf der Brüniglinie verwenden konnten, und erhielt die Nummer 980. Im Jahr 2010 wurde es von der MIB übernommen, die ihm die Nummer 10 gab.
Der Traktor wird im Depot Pré-Petitjean im Rangierdienst eingesetzt.

### Weiteres Rollmaterial

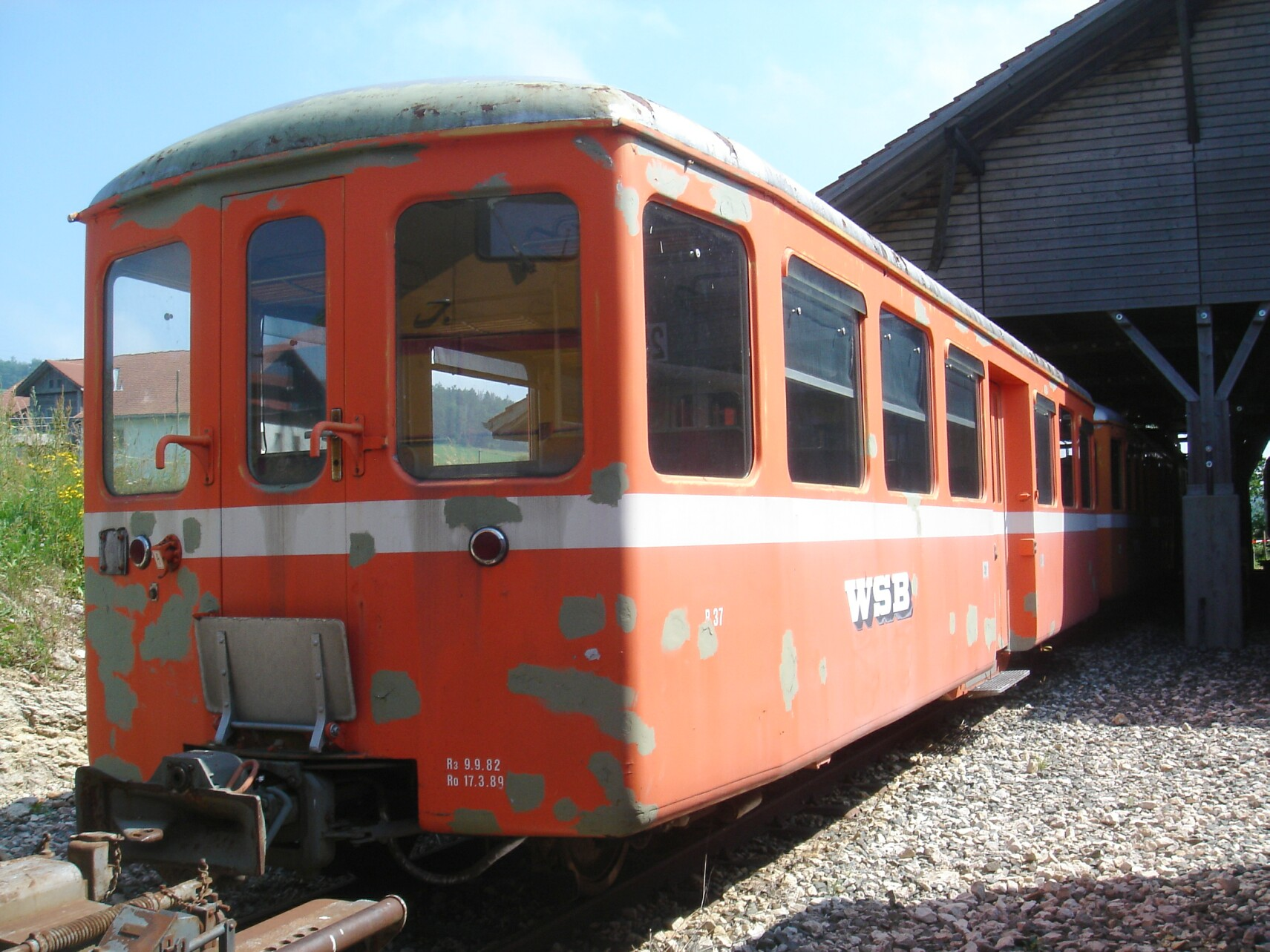
Von der WSB übernommener Mitteleinstiegswagen im Jahr 2006 vor der Restauration durch La Traction.

- Die von der Werkstätte der CJ gebaute Draisine Dm 1/2 7 wurde 1956 in Betrieb genommen. Das Fahrzeug wird seit den 1970er-Jahren nicht mehr benötigt. Es war das erste Schienenfahrzeug, das im Depot Pré-Petitjean untergebracht wurde.
- 1993 übernahm La Traction einen zweiachsigen Akkumulatortraktor Ta, der seit 1909 auf der Industriebahn von Biel Mett nach Bözingen eingesetzt wurde. 2010 wurde der Traktor nach Kallnach überführt, wo sich das private Bahnmuseum Kerzers-Kallnach der Erhaltung annimmt.
- Zeitweise waren auch normalspurige Dampflokomotiven im Bestand von La Traction. SLM lieferte 1911 die E 2/2 9 an Von Roll zum Einsatz im Werk Choindez. Die E 3/3 12 wurde 1898 von der Huttwil-Wolhusen-Bahn (HWB) bei der SLM beschafft. 1930 übernahm das Von-Roll-Werk Choindez die dreiachsige Maschine. 1998 kamen beide Maschinen in den Bestand von Le Traction. Seit 2008 sind sie beim Vapeur Val-de-Travers (VVT) in Saint-Sulpice stationiert.
- Als erstes Fahrzeug konnte La Traction vom RBS einen vierachsigen Personenwagen mit offenen Plattformen erwerben, der heute als Speisewagen verwendet wird. Von der Wynental- und Suhrental-Bahn (WSB) bekam La Traction drei Mitteleinstiegswagen. 1994 verkaufte die Yverdon-Ste-Croix-Bahn (YSteC) einen ehemaligen Postwagen der Rhätischen Bahn (RhB). Von der Berner Oberland-Bahn (BOB) konnte La Traction drei Holzkastenwagen mit offenen Plattformen übernehmen.

### Abgebrochene Fahrzeuge

#### Elektrolokomotive Ge 4/4 4004

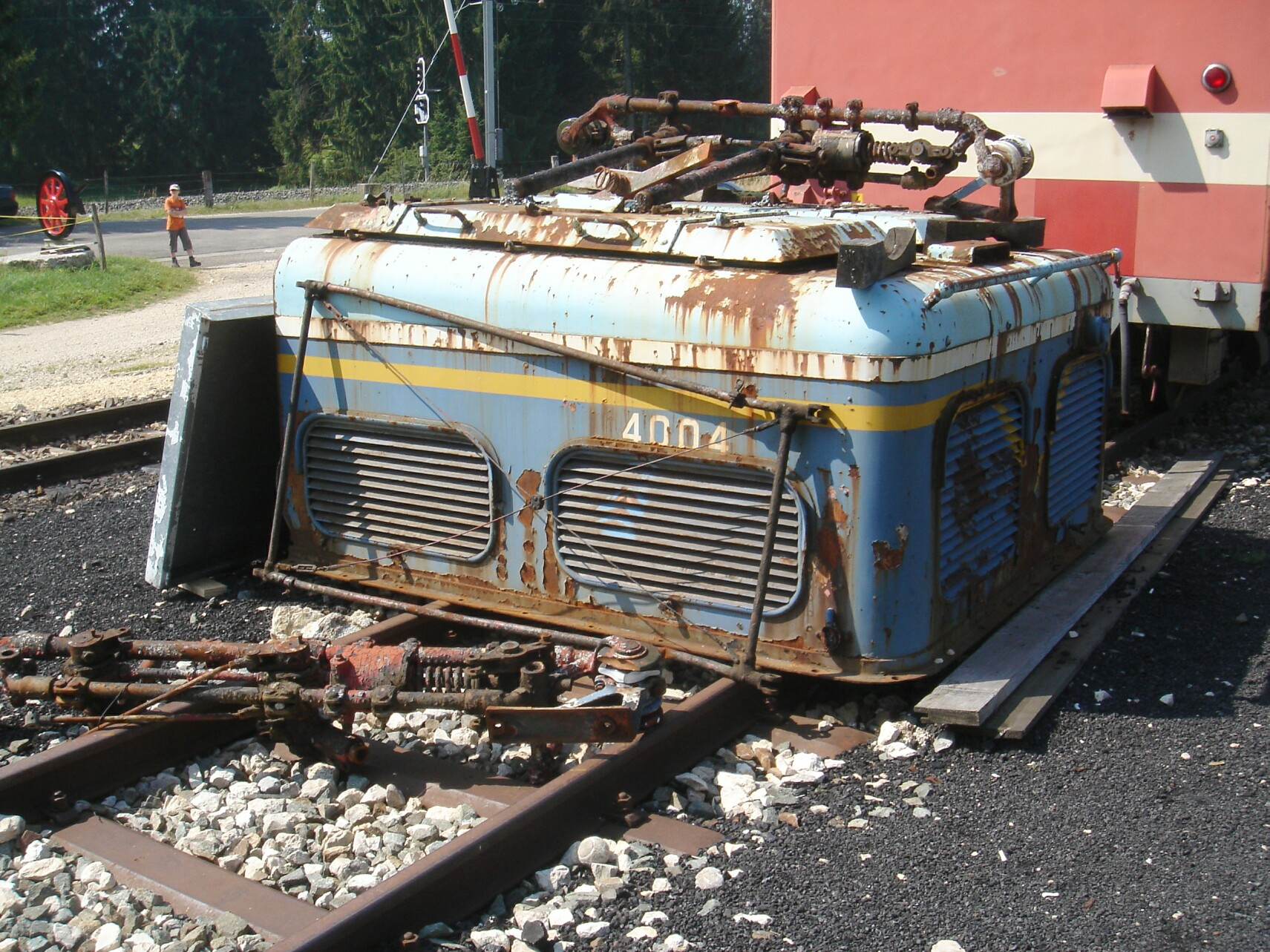
Teile der Lok 4004 vor dem Schuppen von La Traction in Pré-Petitjean.

Anlässlich der Elektrifikation der Strecke Bilbao–San Sebastián der Ferrocarriles Vascos lieferten Brown, Boveri & Cie. (BBC) und Forges Usines et Fonderies Haine-Saint-Pierre zehn vierachsige Elektrolokomotiven. Weil in den 1980er-Jahren nach der Lieferung von neuem Rollmaterial die Lokomotiven grösstenteils ausrangiert wurden, konnte La Traction die defekte Nummer 4004 erwerben.
Der durch einen Kurzschluss beschädigte Zentralkontroller der Ge 4/4 4004 sollte durch eine Schützensteuerung ersetzt werden. Die Lokomotive war lange Zeit in Pré-Petitjean zerlegt abgestellt und wartete auf ihre Revision. Als die Gem 4/4 unter 1500 Volt Fahrleitungsspannung verkehren konnte, hatte La Traction ein elektrisches Triebfahrzeug, und die Ge 4/4 wurde abgebrochen.

#### Zahnradtriebwagen BCFeh 4/4 1

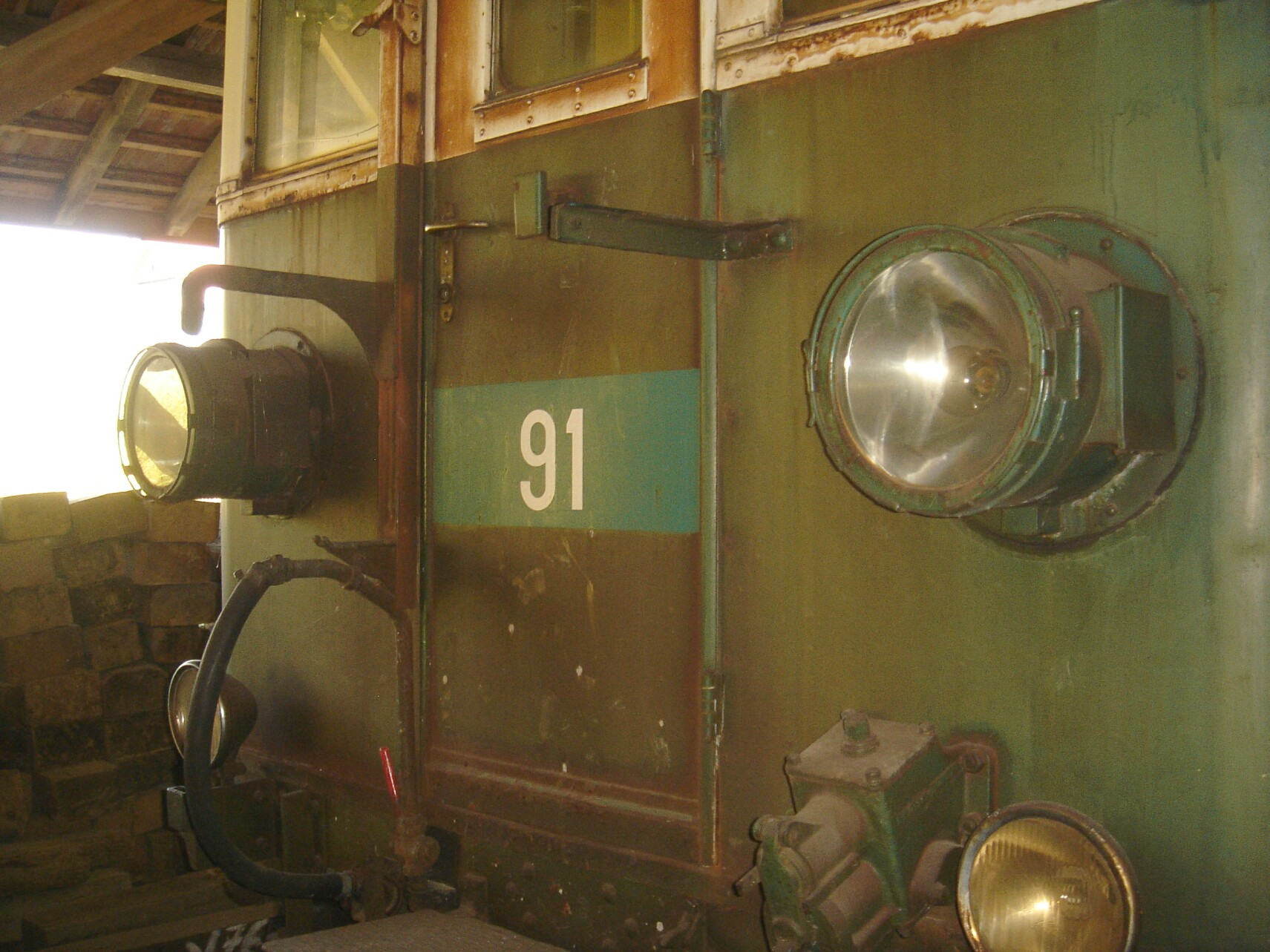
Xeh 4/4 91 der AAB ex SGA BCFeh 4/4 1 in Pré-Petitjean, 2006

Als die St. Gallen-Gais-Appenzell-Altstätten-Bahn (SGA) elektrifiziert wurde, beschaffte sie im Jahre 1930/31 bei der Schweizerischen Lokomotiv- und Maschinenfabrik (SLM), Brown, Boveri & Cie. (BBC) und Schweizerische Industrie-Gesellschaft (SIG) fünf Zahnradtriebwagen BCFeh 4/4 1–5. Sie weisen zwei Fahrmotoren auf, die jeweils die beiden Achsen eines Drehgestelles über eine Kardanwelle antreiben. Später erhielten sie die Bezeichnung ABDeh 4/4. 1989 wurde Nr. 1 als  Xeh 4/4 91 bezeichnet und für Rollbockzüge eingesetzt. Ein Fahrmotorlagerschaden führte 1997 zur Ausrangierung.
Im Jahre 2000 konnte der Triebwagen von den Appenzeller Bahnen (AB) übernommen werden. Nachdem er mehrere Jahre in Pré-Petitjean auf seine Restaurierung gewartet hatte, musste er 2013 wegen seines schlechten Zustands abgebrochen werden.

## Betrieb
La Traction bietet von Mai bis September öffentliche Dampffahrten an. Zusätzlich verkehren Fahrten für Gruppen mit Dampflokomotiven oder elektrischen Triebfahrzeugen. An Samstagen kann die Fahrzeugsammlung im Depot Pré-Petitjean besichtigt werden.